# Чивитакампомарано
Чивитакампомарано (итал. Civitacampomarano) је насеље у Италији у округу Кампобасо, региону Молизе.
Према процени из 2011. у насељу је живело 443 становника. Насеље се налази на надморској висини од 501 м.

## Становништво
Према резултатима пописа становништва 2011. у општини је живело 451 становника.
| 1936. | 1951. | 1961. | 1971. | 1981. | 1991. | 2001. | 2011. |
| ----- | ----- | ----- | ----- | ----- | ----- | ----- | ----- |
| 2.109 | 1.749 | 1.395 | 1.155 | 1.000 | 836   | 676   | 451   |